# Reginardo II di Hainaut
Reginardo di Hainaut in olandese Reinier II van Henegouwen, in francese Régnier II de Hainaut, in tedesco Reginar II. (890 circa – dopo il 932) fu conte di Hainaut dal 925 fino alla sua morte.

## Origine
Secondo gli Iacobi de Guisia Annales Hanoniæ era il figlio secondogenito (secondo i Flodoardi Annales era fratello di Gilberto) del Conte di Hainaut, dall'876 circa all'898 e poi duca di Lotaringia, Reginardo (Raginerus dictus Longi-colli) e della moglie, Hersenda (o Alberada), di cui non si conoscono gli ascendenti.
Reginardo di Lotaringia pur non essendovi alcuna fonte primaria che documenti che sia figlio di Giselberto di Maasgau, gli Iacobi de Guisia Annales Hanoniæ, in diversi passaggi citano Reginardo, come conte di una zona a sud della Frisia, nella parte bassa della Mosa e della moglie (come sostiene il Ruodolfi Fuldensis Annales, dopo averla rapita ed essersi rifugiato in Aquitania, Giselberto sposò una figlia di Lotario), Ermengarda, figlia del re d'Italia, re di Lotaringia e imperatore carolingio, Lotario I, e di Ermengarda di Tours; mentre sempre gli Iacobi de Guisia Annales Hanoniæ, lo citano come discendente da Manicherio (Meginhere), sia nel paragrafo VIII. XII, in cui lo cita come Raginerus dictus Longi-colli, che nel paragrafo VIII. XXXIX.

## Biografia
All'inizio del X secolo, suo fratello, Gilberto viene citato, col titolo di duca, dal paragrafo 11 dell'Ex Sigehardi Miraculis S. Maximini (Gisilbertus admodum iuvenis dux), e nel documento n° 159 del Mittelrheinisches Urkundenbuch, vol. I, del 19 gennaio 916, il re dei Franchi occidentali Carlo III li cita entrambi tra i suoi fedeli (fidelium nostrorum).
Secondo il Karoli III. et Heinrici I. Pactum, datato 7 novembre 921, Reginone fu presente all'incontre tra Carlo il Semplice ed il nuovo re dei Franchi orientali, Enrico I di Sassonia, che avvenne su una zattera sul Reno presso Bonn, e dove Enrico riconobbe la Lotaringia a Carlo III.
Il re francese Carlo III il Semplice venne deposto nel 922 da Roberto. Carlo rimase Re in Lotaringia e tentò di riconquistare l'intera Francia da questa piazzaforte, ma venne imprigionato nel 923; allora Enrico I di Sassonia, si impadronì della Lotaringia, e Gilberto, il fratello di Reginardo, lo contrastò cercando di renderi indipendente, come Duca di Lotaringia.
In quel periodo, nel 924, secondo i Flodoardi Annales, Reginardo intervenne per far liberare il fratello, il futuro duca di Lotaringia, il conte di Maasgau, Gilberto che era stato fatto prigioniero dal cognato (marito della loro sorella), Berengario, conte di Namur.
Nel 925, nello stesso anno in cui, secondo il Widukindi I, suo fratello, Gilberto, si era fidanzato con la figlia di Enrico I di Sassonia, ed aveva giurato fedeltà al Re Enrico l'Uccellatore di Germania come duca di Lotaringia, Reginardo divenne conte di Hainaut; infatti Reginardo viene citato, col titolo di conte, verso il 932, dal paragrafo 13 dell'Ex Sigehardi Miraculis S. Maximini e viene confermato dal documento n° 318 del Otto I diplomata, datato 966, in cui il Re di Germania ed imperatore, Ottone I, confermando una vecchia donazione cita Reginardo come conte.
Della morte di Reginardo non si hanno notizie, ma dopo il 932 non viene più citato.
Alla sua morte, gli succedette il figlio Reginardo.

## Matrimonio e discendenza
Reginardo aveva preso in moglie una donna di cui non si conoscono né il nome né gli ascendenti; secondo alcuni storici era una delle figlie di Vigerico di Bidgau, mentre secondo altri era la sorella del conte Bosone.
Reginardo dalla moglie ebbe quattro figli:
- Reginardo[2] (920 - 973), Conte di Hainaut[2]
- Rodolfo († dopo il 24 gennaio 966), che viene citato nei Flodoardi Annales come il fratello di Reginardo[18], ed inoltre controfirma il documento n° 111 del Otto I diplomata, datato 1 giugno 949, inerente a una donazione di Ottone I di Sassonia[19]; fu conte di Maasgau (pago Masalant in comitatu Ruodolfi), come ci viene confermato da Ottone I di Sassonia nel documento n° 128 del Otto I diplomata, datato 7 ottobre 950[20] e conte di Hesbaie (pago Huste in comitatu Ruodulphi), come ci viene confermato da Ottone I di Sassonia nel documento n° 154 del Otto I diplomata, datato 4 luglio 952[21], che poi viene citato ancora due volte nel gennaio 966: la prima il giorno 17, nel documento n° 316[22]; la seconda ed anche ultima citazione, il 24 gennaio, nel documento n° 318[15].
- Lietardo († prima del 944), che viene citato assieme al padre, Reginardo II, nel documento n° 318 del Otto I diplomata, datato 966, in cui il Re di Germania ed imperatore, Ottone I, confermando una vecchia donazione di Reginardo II e Lietardo[15]
- una figlia, come si può dedurre dalle Gesta Abbatum Gemblacensium, sia ai paragrafi 14 e 15[23], che al paragrafo 32[24], che aveva sposato Nibelungo († prima del 953), conte di Betuwe.

### Fonti primarie
- (LA)  Monumenta Germaniae Historica, Scriptores, tomus primus.
- (LA)  Monumenta Germaniae Historica, Scriptores, tomus III.
- (LA)  Monumenta Germaniae Historica, Scriptores, tomus IV.
- (LA)  Monumenta Germaniae Historica, Scriptores, tomus VIII.
- (LA)  Monumenta Germaniae Historica, Scriptores, tomus XXX.1.
- (LA)  Monumenta Germaniae Historica, Diplomata rerum Germanicarum medii aevi, Legum, tomus I.
- (LA)  Monumenta Germaniae Historica, Diplomatum regum et imperatorum Germaniae, tomus I, Conradi I. Heinrici I. et Ottonis I. diplomata.
- (LA)  Mittelrheinisches Urkundenbuch, I[collegamento interrotto].

### Letteratura storiografica
- Louis Halphen, Francia: gli ultimi Carolingi e l'ascesa di Ugo Capeto (888-987), in «Storia del mondo medievale», vol. II, 1999, pp. 636–661